# Antonio Maspes
Antonio Maspes (Milán, 14 de enero de 1932–Milán, 19 de octubre de 2000) fue un deportista italiano que compitió en ciclismo en la modalidad de pista, especialista en las pruebas de velocidad y tándem.
Participó en los Juegos Olímpicos de Helsinki 1952, obteniendo una medalla de bronce en la prueba de tándem (haciendo pareja con Cesare Pinarello). Ganó nueve medallas en el Campeonato Mundial de Ciclismo en Pista entre los años 1955 y 1964.
En 2002 fue elegido miembro del Salón de la Fama de la UCI.

## Medallero internacional
| Juegos Olímpicos   | Juegos Olímpicos         | Juegos Olímpicos  | Juegos Olímpicos         |
| Año                | Lugar                    | Medalla           | Competición              |
| ------------------ | ------------------------ | ----------------- | ------------------------ |
| 1952               | Helsinki (Finlandia)     | Medalla de bronce | Tándem                   |
| Campeonato Mundial |                          |                   |                          |
| Año                | Lugar                    | Medalla           | Competición              |
| 1955               | Milán (Italia)           | Medalla de oro    | Velocidad individual (P) |
| 1956               | Copenhague (Dinamarca)   | Medalla de oro    | Velocidad individual (P) |
| 1958               | París (Francia)          | Medalla de bronce | Velocidad individual (P) |
| 1959               | Ámsterdam (Países Bajos) | Medalla de oro    | Velocidad individual (P) |
| 1960               | Leipzig (RDA)            | Medalla de oro    | Velocidad individual (P) |
| 1961               | Zúrich (Suiza)           | Medalla de oro    | Velocidad individual (P) |
| 1962               | Milán (Italia)           | Medalla de oro    | Velocidad individual (P) |
| 1963               | Rocourt (Bélgica)        | Medalla de plata  | Velocidad individual (P) |
| 1964               | París (Francia)          | Medalla de oro    | Velocidad individual (P) |

## Palmarés
- 1948
  - 1.º en la Coppa Caldirola
- 1949
  - Campeón de Italia de velocidad amateur
- 1952
  - Campeón de Italia de velocidad 
  - Campeón de Italia de velocidad amateur 
  - Medalla de bronce a los Juegos Olímpicos de Helsinki en tándem
- 1953 
  - Campeón de Italia de velocidad
- 1954 
  - Campeón de Italia de velocidad
- 1955
  - Campeón del mundo de velocidad
- 1956
  - Campeón del mundo de velocidad 
  - Campeón de Italia de velocidad
- 1957
  - Campeón de Italia de velocidad
- 1959
  - Campeón del mundo de velocidad 
  - Campeón de Italia de velocidad
- 1960
  - Campeón del mundo de velocidad 
  - Campeón de Italia de velocidad 
  - 1.º en el Gran Premio de París en velocidad
  - 1.º en el Gran Premio de Copenhague en velocidad
- 1961
  - Campeón del mundo de velocidad 
  - Campeón de Italia de velocidad 
  - 1.º en el Gran Premio de París en velocidad
  - 1.º en el Gran Premio de Copenhague en velocidad
- 1962
  - Campeón del mundo de velocidad 
  - Campeón de Italia de velocidad 
  - 1.º en el Gran Premio de París en velocidad
  - 1.º en el Gran Premio de Copenhague en velocidad
- 1963
  - Campeón de Europa de Velocidad
  - Campeón de Italia de velocidad 
  - 1.º en el Gran Premio de París en velocidad
- 1964
  - Campeón del mundo de velocidad 
  - 1.º en el Gran Premio de París en velocidad
- 1965
  - Campeón de Italia de velocidad